# PNLIP
PNLIP (англ. Pancreatic lipase) – білок, який кодується однойменним геном, розташованим у людей на короткому плечі 10-ї хромосоми. Довжина поліпептидного ланцюга білка становить 465 амінокислот, а молекулярна маса — 51 157.
| 10         |  | 20         |  | 30         |  | 40         |  | 50         |
| ---------- |  | ---------- |  | ---------- |  | ---------- |  | ---------- |
| MLPLWTLSLL |  | LGAVAGKEVC |  | YERLGCFSDD |  | SPWSGITERP |  | LHILPWSPKD |
| VNTRFLLYTN |  | ENPNNFQEVA |  | ADSSSISGSN |  | FKTNRKTRFI |  | IHGFIDKGEE |
| NWLANVCKNL |  | FKVESVNCIC |  | VDWKGGSRTG |  | YTQASQNIRI |  | VGAEVAYFVE |
| FLQSAFGYSP |  | SNVHVIGHSL |  | GAHAAGEAGR |  | RTNGTIGRIT |  | GLDPAEPCFQ |
| GTPELVRLDP |  | SDAKFVDVIH |  | TDGAPIVPNL |  | GFGMSQVVGH |  | LDFFPNGGVE |
| MPGCKKNILS |  | QIVDIDGIWE |  | GTRDFAACNH |  | LRSYKYYTDS |  | IVNPDGFAGF |
| PCASYNVFTA |  | NKCFPCPSGG |  | CPQMGHYADR |  | YPGKTNDVGQ |  | KFYLDTGDAS |
| NFARWRYKVS |  | VTLSGKKVTG |  | HILVSLFGNK |  | GNSKQYEIFK |  | GTLKPDSTHS |
| NEFDSDVDVG |  | DLQMVKFIWY |  | NNVINPTLPR |  | VGASKIIVET |  | NVGKQFNFCS |
| PETVREEVLL |  | TLTPC      |  |            |  |            |  |            |

A: Аланін

C: Цистеїн

D: Аспарагінова кислота

E: Глутамінова кислота

F: Фенілаланін

G: Гліцин

H: Гістидин

I: Ізолейцин

K: Лізин

L: Лейцин

M: Метіонін

N: Аспарагін

P: Пролін

Q: Глутамін

R: Аргінін

S: Серин

T: Треонін

V: Валін

W: Триптофан

Кодований геном білок за функцією належить до гідролаз. 
Задіяний у таких біологічних процесах, як метаболізм ліпідів, деградація ліпідів. 
Білок має сайт для зв'язування з іонами металів, іоном кальцію. 
Секретований назовні.